# دولت أباد (نيسابور)
دولت أباد (بالفارسية: دولت‌آباد) هي إحدى القرى التابعة لـمازول في ريف قسم مرکزي من مقاطعة نیسابور، في محافظة خراسان رضوي الإيرانية.

## السكان
حسب إحصاءات سنة 2011، بَلغ إجمالي السكان في دولت اباد 415 نسمة، وعدد المساكن 110 مسكن. لغة سكان دولت اباد هي اللغة نشابوري وهُم من الالشيعة والمذهب الإثني عشرية.